# Оберэрлинсбах
Оберэрлинсбах (нем. Obererlinsbach) — населённый пункт в Швейцарии, в кантоне Золотурн.
До 2005 года имел статус отдельной коммуны. 1 января 2006 года был объединён с коммуной Нидерерлинсбах в новую коммуну Эрлинсбах.
Входит в состав округа Гёсген. Население составляет 694 человека (на 31 декабря 2004 года). Официальный код — 2495.

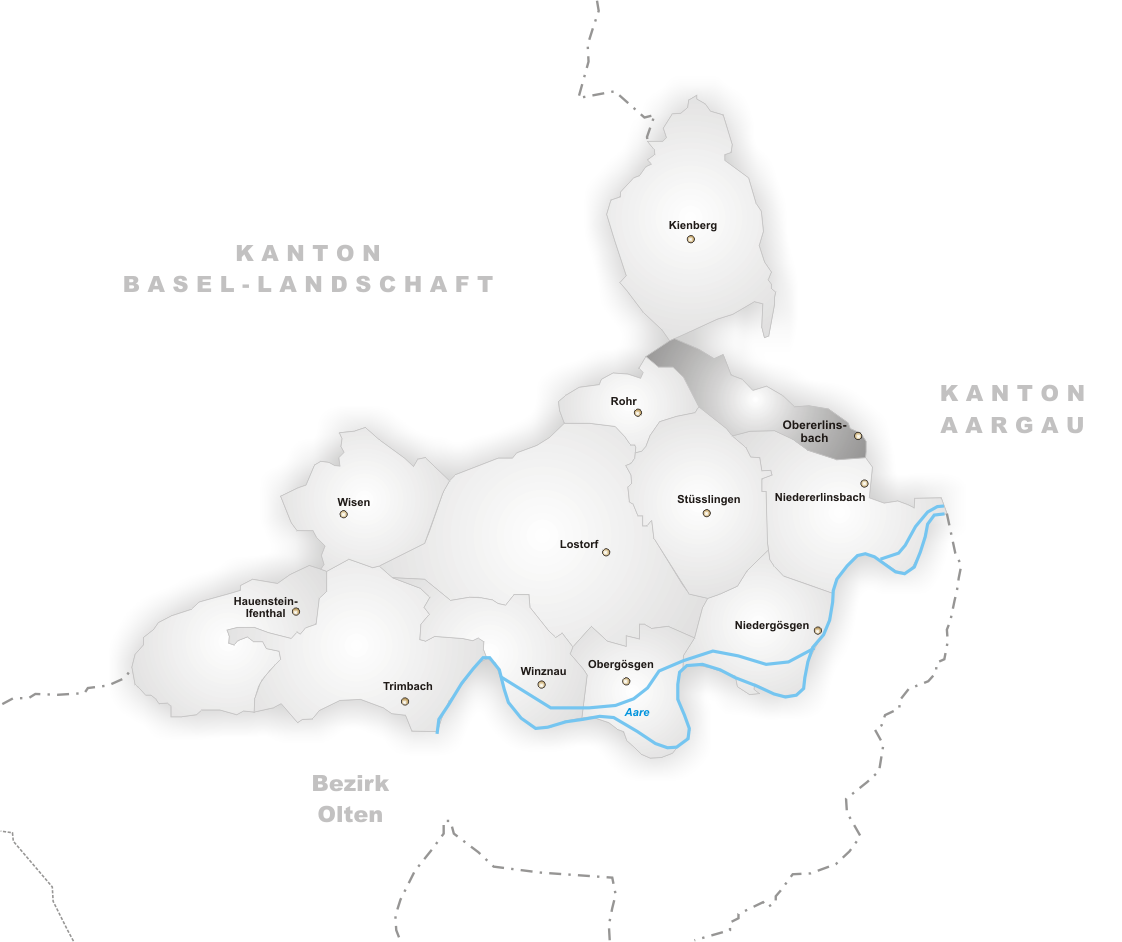
Оберэрлинсбах